# Galium comari
Galium comari là một loài thực vật có hoa trong họ Thiến thảo. Loài này được H.Lév. & Vaniot mô tả khoa học đầu tiên năm 1907.